# Charles Imbert
Pour les articles homonymes, voir Imbert.
Charles Imbert, né le 8 janvier 1952, est un rameur d'aviron français.

## Carrière
Charles Imbert participe aux Jeux olympiques d'été de 1976, terminant septième de la finale de quatre de couple. Il est médaillé de bronze en quatre de couple aux Championnats du monde d'aviron 1979 à Bled. Il participe  ensuite aux Jeux olympiques d'été de 1980, terminant quatrième de la finale de quatre de couple. Il est médaillé de bronze en quatre de couple aux Championnats du monde d'aviron 1981 à Munich et termine neuvième de l'épreuve de deux avec barreur aux Jeux olympiques d'été de 1984.